# Cryptocarya diversifolia
Cryptocarya diversifolia är en lagerväxtart som beskrevs av Carl Ludwig von Blume. Cryptocarya diversifolia ingår i släktet Cryptocarya och familjen lagerväxter. Inga underarter finns listade i Catalogue of Life.